# Beheading of a King
Beheading of a King é uma banda de deathcore formada em 2008 no Canada pelo falecido Matt Paquette, assinada com Outerloop Management. A banda possui dois álbuns lançados, um de 2009 auto-intulado, e também Quasar: Preserving Legacy, que foi lançado em 2011. Atualmente estão trabalhando em um novo álbum previsto para 2013.

## História
Beheading of a King foi formada em 2008 por Matt Paquette na cidade de Montreal no Canada. A formação original consistia em Matt no vocal, Clau Dubé  e Peo Fortin como guitarristas, Simon-Pierre Renaud como bateria e Ben Côté no baixo.
Eles lançaram seu primeiro EP auto-intitulado Beheading of a King em 1 de janeiro de 2009, distribuído pela CdBaby. Logo após o lançamento de seu EP assinaram com a gravadora 'Outerloop Management'. Em 7 de julho de 2011 lançaram seu álbum Quasar: Preserving Legacy que foi gravado ainda com o falecido vocalista Matt Paquette. O disco foi lançado pela Outerloop e distribuído também pela CdBaby, além de ser disponibilizado no iTunes e Amazon.
Matt Paquette morreu aos 19 anos de idade no dia 2 de fevereiro de 2011 no Canada, logo após as gravações do disco. A causa da morte não foi confirmada, mas teve indicações de suicídio. Uma manifestação de apoio e lembrança consumiu página do Facebook da banda. A banda respondeu com a seguinte redação em sua página do Facebook: "Muito obrigado pelo apoio de todos, Matt vai ficar em nossos corações e será lembrado para sempre. Ele não gostaria que a banda acabasse. Nós não vamos parar. Nós sentimos muito sua falta. Fique de olho em nós, seus amigos, sua banda, seus milhares de fãs. Hoje, perdemos um ícone da cena musical de metal. Você nunca será esquecido. Nós te amamos Matt".
No final de 2011, em dezembro, foi revelado que o novo vocalista da banda seria Fred Beaulieu. Em 17 de dezembro de 2012 lançaram seu single "Handcrafted". Mais tarde também foi lançado um videoclipe, a canção é um single para o seu novo álbum previsto para ser lançado em 2013 e apresenta Fred Beaulieu nos vocais. Em 28 de dezembro lançaram seu segundo single "Sources"..Esses dois singles fazem parte do novo álbum chamado"Deaththrone" que foi lançado em 2013. Esse álbum teve uma pegada mais leve, mas não fugindo do deathcore. Amigos da banda admitiram que realmente esse novo "trabalho" estava fugindo um pouco do foco da banda, e citaram até o nome de Matt achando que "ele não gostaria que a banda continuasse se fosse para ser desse jeito".

## Discografia

### Álbuns
- Beheading of a King (2009)
- Quasar: Preserving Legacy (2011)

### Singles
- "Handcrafted" (2012)
- "Sources" (2012)

### Videclipes
- 'Handcrafted' (2012)

## Integrantes

### Membros
- Rick Patenaude  - Vocal (2011-presente)
- Simon-Pierre Renaud - Bateria (2008-presente)
- Ben Côté - Baixo (2008-presente)
- Clau Dubé - Guitarra (2008-presente)
- Peo Fortin - Guitarra (2008-presente)
- Mathieu Paquette - vocal (2008-2011)

## Ligações Externas
- MySpace Oficial